# Parchīn Bolāgh
Parchīn Bolāgh (persiska: پرچین بلاغ) är en ort i Iran.   Den ligger i provinsen Östazarbaijan, i den nordvästra delen av landet, 500 km väster om huvudstaden Teheran. Parchīn Bolāgh ligger 1 849 meter över havet och antalet invånare är 261.
Terrängen runt Parchīn Bolāgh är kuperad. Runt Parchīn Bolāgh är det ganska tätbefolkat, med 111 invånare per kvadratkilometer. Närmaste större samhälle är Marāgheh, 19,4 km norr om Parchīn Bolāgh. Trakten runt Parchīn Bolāgh består i huvudsak av gräsmarker.